# Кандагар (фільм, 2010)
«Кандага́р» — російський кінофільм, історична драма режисера Андрія Кавуна, заснований на реальних подіях. Слоган фільму: «Вижити, аби повернутися». У міжнародному прокаті фільм вийшов під назвою «Екіпаж» (англ. «The Crew»).

## Сюжет
3 серпня літак Іл-76 вилетів з Туреччини, аби доставити згідно з документами амуніцію. У цей час в Афганістані сили повстанської армії Талібан наступають на союзні війська і поступово захоплюють собі територію, проводячи численні страти і добираючись таким чином до столиці Афганістану Кабул. Коли російський літак летів над Кандагаром, його перехопив винищувач-перехоплювач і під загрозою смерті посадив на землю. Команду було захоплено в полон і під приводом для афганських журналістів, який полягав у тому, що вони перевозили зброю, затримали їх. Але насправді їхня причина затримки полягає в іншому. Капітана літака просять навчити талібів літати, на що він відмовляється і їхній полон триватиме 378 днів. За цей час хлопці на своїй шкурі дізнаються природу ісламського екстремізму, його наслідки і прояви у повсякденному житті країни. Але тим не менш, командир разом зі своїм екіпажем навчає екстремістів польотам і їм вдається втекти з Афганістану до Арабських Еміратів і через два дні прилетіти додому, де їх зустріли рідні з квітами та сльозами. Двом з хлопців було присвоєно звання «Герой Росії», іншим був вручений «Орден за мужність».

## У ролях
- Олександр Балуєв — Карпатов
- Володимир Машков — Сергій
- Андрій Панін — Готов
- Олександр Голубєв — Віктор
- Богдан Бенюк — Вакуленко
- Олександр Робак — Марк
- Імомберди Мінгбаев — Міша
- Раміль Сабітов — Адель
- Самад Мансуров — Європеєць
- Юрій Бєляєв — Соковатов
- Михайло Владимиров — Турист
- Катерина Хлистова — Ніна

## Відмінності між реальними подіями і фільмом
- У реальності в полон було взято сім членів екіпажу, у фільмі ж їх — п'ятеро.
- У реальності був захоплений літак авіакомпанії Ейрстан, а у фільмі фігурує авіакомпанія Рус Транс Авіа Експорт.
- У реальності літак відлітав на гранично малих висотах, а у фільмі показано набір висоти в кілька тисяч метрів.
- Справжнє ім'я героя, якого грає Володимир Машков, — Газінур Хайруллін, хоча у фільмі згадується інше ім'я — Сергій.
- Бортінженер Асхат Аббязову у фільмі дано інше ім'я — Роман.
- Таліба в літаку знешкодив в реальності мусульманин Аббязов.
- У реальності, замість православного, з якого здирають хрест був мусульманин бортінженер Аббязов.
- Радиста Юрія Вшівцева у фільмі звуть Віктором.
- У титрах в кінці фільму не вказано, що Орденом Мужності нагороджені були ще два члени екіпажу — бортрадист Вшівцев і штурман Здор. Можливо, це пов'язано з тим, що у фільмі фігурує п'ять персонажів замість 7 реальних членів екіпажу.

## Факти
- У фільмі натякалося, що таліби готували льотчиків для терактів 11 вересня.
- Мусульманин із закритим обличчям («Найкращий мусульманин») — Усама Бін Ладен.
- Зйомки фільму проходили в Росії, Туреччині та Марокко.